# موراتكان غولر
موراتكان غولر (بالتركية: Muratcan Güler)‏ مواليد 25 فبراير 1980 في إسطنبول، هو لاعب كرة سلة تركي. بدأ مسيرته الاحترافية في سنة 1997. يلعب مع فريق بشكطاش كلاعب هجوم خلفي. يحمل الرقم 5. يبلغ طوله 6 قدم 2 بوصة (1.9 م).

## المسيرة الاحترافية
لعب مع فريق جامعة إسطنبول التقنية في موسم 1997–1998، ثم لعب مع بشكتاش لكرة السلة في الدوري التركي من سنة 1999 إلى 2001، ثم لعب مع أولكرسبور في موسم 2001–2002، ثم لعب مع غلطة سراي لكرة السلة في الدوري التركي في موسم 2002–2003، ثم لعب مع أولكرسبور في موسم 2003–2004، ثم لعب مع كارشياكا من سنة 2004 إلى 2006، ثم لعب مع تورك تيليكوم في الدوري التركي من سنة 2006 إلى 2008، ثم لعب مع بشكتاش لكرة السلة من سنة 2008 إلى 2010، ثم لعب مع فريق تورك تيليكوم في موسم 2011–2012.

## روابط خارجية
- موراتكان غولر على موقع الاتحاد الدولي لكرة السلة (الإنجليزية)
- موراتكان غولر على موقع الدوري الأوروبي لكرة السلة (الإنجليزية)
- موراتكان غولر على موقع كرة السلة الأوروبية.كوم (الإنجليزية)
- موراتكان غولر على موقع ريلجم (الإنجليزية)
- موراتكان غولر على موقع بروبوليرز (الإنجليزية)
- موراتكان غولر على موقع سبورتس رفرنس (الإنجليزية)